# جنیورا (کالیفرنیا)
جنیورا (به انگلیسی: Genevra) یک منطقهٔ مسکونی در ایالات متحده آمریکا است که در شهرستان کولوزا، کالیفرنیا واقع شده‌است. جنیورا ۳۰ متر بالاتر از سطح دریا واقع شده‌است.